# ルー・ベネット
ルー・ベネット（Lou Bennett、1926年5月18日 - 1997年2月10日）は、アメリカのジャズ・オルガニスト。
ベネットは最初、ピアノでビバップを演奏していたが、1956年にジミー・スミスを聴いてオルガンを弾き始めた。ベネットは、1957年から1959年にかけてオルガン・トリオでアメリカをツアーし、その後、1960年にパリに移動した。そこで彼は、ブルーノートにてジミー・ガーリーとケニー・クラーク（およびルネ・トーマ）と一緒に録音および演奏を行った。1964年にはニューポート・ジャズ・フェスティバルのために、一度だけアメリカに戻っている。彼はまた、1960年代にフィリップ・カテリーン、シャーリー・バニー・フォイ、フランコ・マンゼッキとレコーディングを行った。1980年代には、ジェラルド・バディーニらと自身のクインテットで演奏した。この期間中、彼はアルメリア、バルセロナ、ア・コルーニャ、セゴビア、マドリッドなど、スペイン全土を広範囲にツアーした。

## ディスコグラフィ

### リーダー・アルバム
- Amen (1960年、RCA Victor)
- Dansez et Rêvez (1960年、RCA Victor)
- Enfin! (1963年、RCA Victor)
- Echoes and Rhythms of My Church (1964年、Bel Air)
- Lou Bennett et Son Quintette avec Kenny Clarke (1964年、Bel Air) ※EP with ケニー・クラーク
- Pentacostal Feeling (1966年、Philips)
- I Els Seus Amics (1966年、Edigsa) ※with ヌリア・フェリウ
- La Vil Seducción (1968年、Sonoplay)
- Plays For Clem (1971年、Clem)
- Live at Club Saint-Germain (1980年、Vogue)
- Blue Lou's Blues (1986年、Caravage)
- Now Hear My Meaning (1993年、Mas)

### 参加アルバム
- エディ・ロックジョウ・デイヴィス : That's All (1983年、Music For Pleasure)
- ジョニー・グリフィン : Body and Soul (1967年、Moon)
- ブリュー・ムーア : Live in Europe 1961 (2015年、Sonorama)
- ジャック・セルズ : Sax Appeal (1966年、Relax)
- チモ・テバール : Hello Mr. Bennett (1993年、DM/Difusió Mediterranea)
- チモ・テバール : Son Mediterraneo (1995年、WEA)
- ルネ・トーマ : Meeting Mister Thomas (1963年、Barclay)
- レオ・ライト : 『明日に架ける橋』 - It's All Wright (1973年、BASF)